# Ramphocelus
Ramphocelus es un género de aves paseriformes de la familia Thraupidae que agrupa a especies nativas de la América tropical (Neotrópico), donde se distribuyen desde el sureste de México, por América Central y del Sur (inclusive Trinidad y Tobago), hasta el este de Bolivia, este de Paraguay, sureste de Brasil y extremo noreste de Argentina. A sus miembros se les conoce por el nombre común de tangaras; y también sangretoros o fuegueros, entre otros.

## Etimología
El nombre genérico masculino «Ramphocelus» se compone de las palabras del griego «rhamphos»: pico, y «koilos»: cóncavo; significando «de pico cóncavo».

## Características
Las tangaras de este género son tráupidos medianos y atractivos, midiendo alrededor de 18 cm de longitud; son generalmente numerosos y conspícuos en sus ambientes arbustivos no forestales. Se caracterizan por tener las mandíbulas inferiores de colores prominentes, del blanquecino al gris azulado, que apuntan hacia arriba. Sin embargo, esta característica se reduce considerablemente en las hembras de muchas especies. Los machos son de color negro con rojo, naranja o amarillo, mientras que las hembras son más discretas, o son de tonos pardos o grisáceos, combinado con algo de rojo oscuro, anaranjado o amarillento.
Se encuentran en áreas semiabiertas. El nido es una construido por la hembra en forma de taza, con materiales vegetales, tales como el musgo, raicillas y tiras de hojas grandes, como las del plátano o las de la Heliconia y frecuentemente, en un sitio bastante abierto de un árbol. La hembra suele poner huevos de color azul claro, con manchas grises, marrón o lavanda. La permanencia de las crías en el nido dura solo unos 12 días.
Cazan insectos en vuelo o picoteando sobre las hojas, tanto en el borde del bosque, como en áreas de crecimiento secundario. Los cantos de este género son repeticiones de un rico silbido de una o dos sílabas.

## Lista de especies
Según las clasificaciones del Congreso Ornitológico Internacional (IOC) y Clements Checklist v.2019, el género agrupa a las siguientes especies —con las diferencias comentadas en Taxonomía— con el respectivo nombre popular de acuerdo con la Sociedad Española de Ornitología (SEO):
| Imagen | Nombre científico                      | Autor                   | Nombre común          | EC (*) |
| ------ | -------------------------------------- | ----------------------- | --------------------- | ------ |
|        | Ramphocelus sanguinolentus             | (Lesson, 1831)          | tangara acollarada    | LC     |
|        | Ramphocelus flammigerus                | (Jardine & Selby, 1833) | tangara flamígera     | LC     |
|        | Ramphocelus (flammigerus) icteronotus  | Bonaparte, 1838         | tangara culigualda    | LC     |
|        | Ramphocelus passerinii                 | Bonaparte, 1831         | tangara terciopelo    | LC     |
|        | Ramphocelus (passerinii) costaricensis | Cherrie, 1891           | tangara costarricense | LC     |
|        | Ramphocelus bresilius                  | (Linnaeus, 1766)        | tangara brasileña     | LC     |
|        | Ramphocelus carbo                      | (Pallas, 1764)          | tangara picoplata     | LC     |
|        | Ramphocelus melanogaster               | (Swainson, 1838)        | tangara del Huallaga  | LC     |
|        | Ramphocelus nigrogularis               | (Spix, 1825)            | tangara enmascarada   | LC     |
|        | Ramphocelus dimidiatus                 | Lafresnaye, 1837        | tangara dorsirroja    | LC     |

(*) Estado de conservación

## Taxonomía
Ramphocelus sanguinolentus se coloca a veces en un género propio, como Phlogothraupis sanguinolenta (Howell y Webb, 1995), y un estudio genético sugiere que su relación con los demás Ramphocelus es más lejana que la que existe entre cada una de las demás especies del género (Hackett, 1996).
La especie R. icteronotus es considerada como separada de Ramphocelus flammigerus por el IOC, Aves del Mundo (HBW) y Birdlife International (BLI), y como subespecie por Clements.
La especie R. costaricensis es considerada como separada de R. passerinii por HBW y BLI y como subespecie por el IOC y Clements.
Los amplios estudios filogenéticos recientes de Burns et al. (2014) demuestran que el presente género es pariente próximo de Tachyphonus, en una subfamilia Tachyphoninae.